# 센트럴 플라자 (홍콩)
센트럴 플라자(중국어: 中環廣場 중환광장[*], Zhōnghuán guǎngchǎng, 영어: Central Plaza Hong Kong)는 홍콩에 있는 마천루이다. 지상 374m, 78층의 마천루로 1992년에 완공되었다. 완공 당시 기존 홍콩 최고층 빌딩이었던 중국은행 타워를 제치고 최고층 빌딩에 올라섰으며, 1996년 중화인민공화국 선전시에 션힝 스퀘어가 완공되기 전까지는 아시아에서 제일 높은 빌딩이었다.

## 구성
1층부터 75층까지는 사무용 공간으로 임대하고 있으며, 76층, 77층, 78층에는 무료 전망대가 개방되어 있다. 전망대는 홍콩에서 거의 보기 드물게 별도의 검색검문이 없이 전망대에 입장할 수 있다.(단, 1층부터 76층까지 직행으로 올라가는 엘리베이터가 별도로 없는 관계로, 일반 엘리베이터를 타고 46층 스카이로비에서 내린 뒤, 여기서 갈아타야 한다.)

## 같이 보기
- 홍콩의 마천루 목록
- 독립 구조물 목록